# Distel Zola
Pour les articles homonymes, voir Distel et Zola (homonymie).
Distel Zola, né le 5 février 1989 à Paris, est un footballeur international congolais qui joue au poste de milieu de terrain défensif.

## Biographie

### Formation et débuts
Originaire de la ville de Champigny-sur-Marne (Quartier des Boullereaux), il évolue en équipe junior à l'US Alfortville, avant de se faire repérer en 2002 par l'AS Monaco lors d'un tournoi. Il signe alors un contrat chez le club monégasque.
À l'âge de quatorze ans, Distel passe une détection pour rejoindre le centre de Clairefontaine. À cette occasion, il attire l'attention des dirigeants de l'AS Monaco, qui sont impressionnés par son talent et son potentiel. En 2003, il rejoint ainsi le centre de formation de l'AS Monaco. En 2004, Distel remporte la Coupe nationale des 14 ans avec la Ligue Méditerranée, évoluant aux côtés de Yohan Mollo.
Il signe début 2008 un contrat pro élite avec son club formateur. Il fait sa première apparition dans le groupe Pro, en Ligue 1, face à Saint-Étienne le 17 mai 2008.
À la fin de la saison 2008-2009, Distel Zola se blesse au genou, ce qui l'éloigne des terrains pour un certain temps. Pendant cette période à l'AS Monaco, il côtoie des joueurs de renom comme Emmanuel Adebayor.
À l'aube de la saison 2009-2010, Distel fait son retour et reprend l'entraînement avec l'équipe professionnelle. En août 2010, il est prêté au Stade Lavallois pour la saison, dans l'optique d'obtenir plus de temps de jeu. Il dispute son premier match le 13 août 2010 contre le FC Metz (victoire 1-0). En mars 2011, il inscrit son premier but en professionnel lors d'un derby contre Angers, performance qui lui vaut d'être élu Tango du mois à deux reprises, en janvier et mars. Sa saison remarquable est saluée par le magazine France Football, qui lui attribue une note moyenne de 5,5, la deuxième meilleure de l'effectif lavallois.
À la suite de ses performances en Mayenne, Zola quitte son club formateur le 21 juillet 2011 pour rejoindre l'AS Nancy-Lorraine, signant un contrat de trois ans. Une blessure en début de saison ralentit cependant sa progression. À son retour, n'étant pas dans les plans de l'entraîneur, il est prêté au Havre AC où il a l'occasion de jouer aux côtés de futurs grands noms du football comme Riyad Mahrez et Benjamin Mendy.
Distel Zola commence à s'imposer comme titulaire au Havre AC, contribuant à une série de bons résultats avant que l'équipe ne tombe dans une mauvaise passe, luttant pour se maintenir en Ligue 2. Les rencontres cruciales de fin de saison contre Laval et Amiens assurent le maintien du club. Au cours de la deuxième saison, Zola participe à presque tous les matchs, ses qualités physiques et techniques faisant de lui un élément clé de l'équipe. Il marque également son premier but contre Dijon et l'équipe manque de peu la promotion en Ligue 1. Cependant, lors de la troisième saison, avec l'arrivée d'un nouvel entraîneur, son temps de jeu diminue, le conduisant à signer avec La Berrichonne de Châteauroux le 28 août 2014.
Le 15 juillet 2015, Distel rejoint Samsunspor, en deuxième division turque.
Il conclut sa carrière de joueur aux États-Unis, en évoluant en USL Championship.

### Parcours international
Après avoir fréquenté les équipes de France de jeunes où il porte le brassard de capitaine, il choisit de jouer pour la RD Congo en 2010 et de porter le maillot des Léopards. Il n'est pas retenu pour la CAN 2015 par Florent Ibenge,.

### Reconversion
En 2021, Distel Zola inaugure la Banazola Foundation, une initiative philanthropique en faveur des enfants vulnérables en République Démocratique du Congo (RDC). Cette organisation se dévoue à apporter soutien et éducation aux jeunes dans le besoin, incarnant l'engagement profond de Distel envers les communautés défavorisées.
Distel s’illustre également comme conférencier, partageant des réflexions motivantes et des leçons de vie issues de son parcours unique auprès des entreprises. Son éloquence et son charisme font de lui une source d'inspiration, stimulant son auditoire à chaque intervention.
En plus de ses efforts philanthropiques et de son rôle de conférencier, Distel Zola propose ses services en tant que consultant en stratégie et relations publiques. Dans ce cadre, il met à disposition des organisations ses compétences stratégiques et son sens de l’innovation, toujours avec une approche centrée sur l’efficacité et l'impact de la communication.

## Palmarès
- Champion de France des réserves professionnelles en 2008 avec l'AS Monaco

## Engagements

### Ambassadeur du World Food Program en RDC
- Distel a été nommé Ambassadeur du World Food Program en République Démocratique du Congo. Dans ce rôle, il a plaidé en faveur des cantines scolaires à travers le pays, soulignant l'importance de l'accès à la nutrition pour les enfants dans les écoles[10].

### Ambassadeur de la Paix pour HEKIMA
- Distel a été honoré du titre d'Ambassadeur de la Paix par l'association HEKIMA en reconnaissance de son engagement envers les causes humanitaires et sociales. Ce titre reflète son travail dévoué pour promouvoir la paix et le bien-être des personnes vulnérables en RDC, y compris les femmes dans l'Est du pays[11].